# Lawrence (Nebraska)
Lawrence és una població dels Estats Units a l'estat de Nebraska. Segons el cens del 2000 tenia 312 habitants.

## Demografia
Segons el cens del 2000, Lawrence tenia 312 habitants, 157 habitatges, i 94 famílies. La densitat de població era de 293,8 habitants per km².
Dels 157 habitatges en un 21,7% hi vivien nens de menys de 18 anys, en un 57,3% hi vivien parelles casades, en un 3,2% dones solteres, i en un 39,5% no eren unitats familiars. En el 39,5% dels habitatges hi vivien persones soles el 22,3% de les quals corresponia a persones de 65 anys o més que vivien soles. El nombre mitjà de persones vivint en cada habitatge era d'1,99 i el nombre mitjà de persones que vivien en cada família era de 2,63.
Per edats la població es repartia de la següent manera: un 19,6% tenia menys de 18 anys, un 4,2% entre 18 i 24, un 20,8% entre 25 i 44, un 19,2% de 45 a 60 i un 36,2% 65 anys o més.
L'edat mediana era de 50 anys. Per cada 100 dones de 18 o més anys hi havia 96,1 homes.
La renda mediana per habitatge era de 25.089 $ i la renda mediana per família de 30.750 $. Els homes tenien una renda mediana de 23.500 $ mentre que les dones 22.000 $. La renda per capita de la població era de 14.634 $. Aproximadament el 8,2% de les famílies i el 8,3% de la població estaven per davall del llindar de pobresa.

## Poblacions més properes
El següent diagrama mostra les poblacions més properes.